# تخریب دروازه ترکمن و شورش
تخریب دروازه ترکمن و قتل‌عام پس از آن، یک مورد ننگین از ظلم سیاسی و وحشیگری پلیس در دوران وضعیت اضطراری بود، زمانی که در ۳۱ مه ۱۹۷۶، ساکنان دهلی قدیم در حالی که به پاکسازی محله‌های فقیرنشین اعتراض داشتند، توسط پلیس کشته شدند. گزارش رسمی از تعداد کشته‌شدگان در دروازه ترکمن در دسترس نیست و پس از این قتل‌عام، رسانه‌ها سکوت اختیار کرد ند. یک راهنمای محلی ادعا کرد که نه نفر از دوستانش توسط پلیس کشته شده‌اند. بیش از ده بولدوزر ساختمان‌ها و خانه‌های غیرقانونی را تخریب کرد ند و پلیس به معترضان آتش گشود.

## پیشینه
در طول وضعیت اضطراری، دولت ایندیرا گاندی، به تحریک پسرش سانجی، عملیات تخریب را برای پاکسازی شهرداری دهلی از محله‌های فقیرنشین و مجبور کردن ساکنان فقیر به ترک دهلی و نقل مکان به سکونتگاه‌های دوردست آغاز کرد. ساکنان ترکمن گیت از نقل مکان خودداری کرد ند زیرا از دوره مغول این منطقه داخلی دهلی قدیم را اشغال کرده بودند و باید هر روز با پرداخت کرایه اتوبوس بالا، برای رسیدن به شهر و امرار معاش خود رفت و آمد می‌کرد ند. آنها در برابر تخریب خانه‌هایشان توسط بولدوزر مقاومت کرد ند. در ۱۸ ماه آوریل ۱۹۷۶، پلیس به روی معترضان آتش گشود و چندین نفر از آنها را کشت. دولت که پیش از آن سانسور را اعمال کرده بود، به مطبوعات دستور داد که این قتل‌عام را گزارش نکنند. مردم هند از طریق رسانه‌های خارجی مانند بی‌بی‌سی از این قتل‌ها مطلع شدند. بعداً گزارش شد که معترضان توسط بولدوزرها زیر گرفته شده‌اند و منجر به کشته شدن چندین نفر شده است.

## کل مرگ و میرها
پس از این حادثه، پلیس به کشنه شدن شش نفر اعتراف کرد: اوم پراکاش، فعال حزب کمونیست هند (ML) که رهبری شورش را بر عهده داشت، و پنج نفر از ساکنان مسلمان محل. ASI گوویند رام باتیا به کمیسیون شاه اعتراف کرد که در واقع هشت نفر کشته شده‌اند. افسر راجش شارما، که دستور تیراندازی به CRPF را صادر کرده بود، ادعا کرد که حداقل ۲۰ نفر در این تیراندازی جان خود را از دست داده‌اند. محققان مستقل، جان دایال و آجوی بوز، در کتاب خود در مورد وضعیت اضطراری در دهلی، تعداد کشته‌شدگان را ۱۲ نفر اعلام کرد ند.

### نقل قول‌ها
1. ↑  "May 31, 1978, Forty Years Ago: Turkman Gate Report". The Indian Express. 31 May 2018. Retrieved 18 October 2018.
2. ↑  Talukdar, Sreemoy (27 June 2018). "Comparing Modi regime with Indira's Emergency is nonsense; it dilutes the horrors of Indian democracy's darkest chapter". website. Linked in. Retrieved 5 July 2018.
3. ↑  Raza, Danish (29 June 2015). "Tragedy at Turkman Gate: Witnesses recount horror of Emergency". Hindustan Times. Retrieved 5 July 2018.
4. 1 2  John Dayal, Ajay Bose (26 June 2015). "The Khooni Kissa of Turkman Gate". The wire newspaper. The wire. Retrieved 5 July 2018.
5. ↑  Chakravarti, Ashok (2021-09-14). "Remembering the massacre at Turkman Gate: From a memoir of the Emergency". Scroll.in (به انگلیسی). Retrieved 2024-07-04.
6. ↑  Shah, Justice. "Shah Commission Report". archive.org. Retrieved 5 July 2018.